# Broderick Crawford
William Broderick Crawford (født 9. december 1911, død 26. april 1986) var en amerikansk teater-, film-, radio- og tv-skuespiller.
Han var søn af skuespillerene Lester Crawford og Helen Broderick.
Han optrådte i varietéer og i radio, før han scenedebuterede i London i 1932. Debut på Broadway i 1933, hvor en af hans største succeser var i rollen som Lennie i John Steinbecks Mus og Mænd.
Filmdebut i 1937 i Jeg vil ha' en mand. I mange år havde han kun mindre roller, før han i 1949 fik sit store gennembrud i Alle Kongens mænd, som han vandt en Oscar for bedste mandlige hovedrolle for. Han havde nogle andre hovedroller, før han endte i "bagagerummet" som hårdekogt gangster i spanske og italienske westerns i løbet af 1960'erne.